# Timo Legout
Timo Legout (* 13. März 2002 in Nogent-sur-Marne) ist ein französischer Tennisspieler.

## Karriere
Legout spielte bis 2020 auf der ITF Junior Tour. Dort konnte er mit Rang 12 seine höchste Notierung in der Jugend-Rangliste erreichen. Bei drei der vier Junior-Grand-Slam-Turniere spielte er und war 2020 in Melbourne am erfolgreichsten, als er das Halbfinale erreichte, wo er gegen Harold Mayot verlor.
Ab 2021 spielte Legout regelmäßig auf der ITF Future Tour. Er erreichte auf dieser im Einzel erste Erfolge und gewann sein erstes Future-Turnier und stand in einem weiteren Finale, wodurch er das Jahr sein Karrierehoch bis dato von Platz 716 erreichte. Sein erstes Finale und stieg im Einzel und Doppel in die Top 1000 der Weltrangliste ein. Im Doppel war er zunächst weniger erfolgreich. Im Februar 2022 erhielt er von den Turnierverantwortlichen in Marseille eine Wildcard für den Doppelwettbewerb und feierte so sein Debüt auf der ATP Tour. Bei der Premiere gewann er an der Seite von Ugo Blanchet das Auftaktmatch und verlor anschließend im Viertelfinale. Eine Woche später zog er im Doppel auch in sein erstes Future-Finale ein. So zog er das erste Mal in die Top 700 des Doppels ein.